# المغني الإسباني
المغني الإسباني هي لوحة زيتية رسمها إدوارد مانيه في عام 1860، اللوحة حالياً ضمن مقتنيات متحف المتروبوليتان للفنون في نيويورك.